# Бојана Пековић
Бојана Пековић (Краљево, 11. март 1997) српска је гусларка, певачица и музичарка.

## Биографија
У нижу музичку школу примљена је са 5 година, одсек клавир, у класи проф. Татјане Јаковљевић и одсек виолина, у класи код оца Радована. Бојанин отац је професор гусле, истакнути играч Савеза српских гуслара, оснивач и председник Удружења гуслара Жича. Бојана први пут наступа са 6 година у Народном музеју у Краљеву, на отварању изложбе о Првом светском рату.
Бојана је завршила средњу музичку школу у Краљеву, смер етномузикологија, на смеру се бавила певањем и свирањем гајди, фруле, окарине, кавала. Касније је уписала Факултет музичке уметности у Београду, смер етномузикологија и ту завршава прву годину студија. Одлучује да оде у Финску на музичку академију и да гусле постану њен главни инструмент. Због ње је Музичка академија Сибелиjус у Хелсинкију одлучила да уведе тај инструмент у програм, те постаје први студент у историји који је проучавао гусле.
Учествовала је на око 700 различитих културних, духовних образовних и хуманитарних манифестација. Појављује се и у музичко-сценском и историјском спектаклу Стојеће царске галије у Сава центру поводом обележавања стогодишњице од избијања Првог светског рата, имала је улогу мајке Србије. Заједно са братом Николом годинама одржава концерте у Сава центру, Коларчевој задужбини, итд.
Културно-просветна заједница Србије доделила је Бојани у Народном позоришту у Београду награду Златна значка за дугогодишњи допринос развоју културних делатности.
Први албум је објавила са 11 година. Други албум Еп о Косову издаје 2022. године за ПГП РТС, са епским песмама из Вукових записа из 19. века. На промоцији су говорили Ивана Жигон и Матија Бећковић.

### Ја имам таленат
Бојана и Никола Пековић, брат и сестра, победници су 3. сезоне ТВ емисије Ја имам таленат 2012. године.

## Дискографија

### Албуми
- Небеско је увек и довека (2015)
- Еп о Косову (2022)